# Pyrausta interficalis
Pyrausta interficalis là một loài bướm đêm trong họ Crambidae.